# László János (aktivista)
László János (Budapest, 1949. június 16. – Budapest, 2015. december 23.) a magyarországi Critical Mass mozgalom alapítója, a Magyar Kerékpárosklub aktivistája, 2006 és 2015 között elnöke, a rendszerváltás utáni kerékpáros mozgalom egyik fő formálója, kiemelkedő személyisége.

## Élete
1971 és 1976 között az ELTE pszichológia szakának hallgatója, majd 1977 és 1982 között a Közlekedési Pályaalkalmassági Intézet pszichológusa. 1989-től családjával Ausztriában élt, és egyéni vállalkozóként dolgozott. 1996-ban visszaköltözött Magyarországra.
2006-tól 2013 januárjáig, majd 2013 júniusától 2015 novemberéig a Magyar Kerékpárosklub elnöke volt. 2015 novemberében betegség miatt visszavonult az elnökségtől, ekkor az egyesület tisztújító közgyűlése tiszteletbeli örökös klubelnöki cím odaítéléséről döntött. 2015 decemberében elhunyt, az egyesület kerékpáros megemlékezést tartott az emlékére.
2017. április 5-én a Fővárosi közgyűlés posztumusz Budapest díszpolgárává avatta.

## Tevékenysége

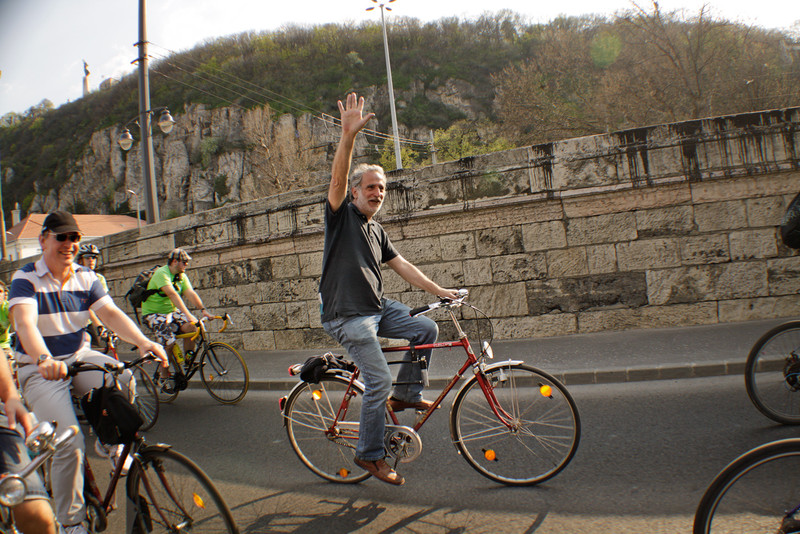
László János a 2013-ban megrendezett Critical Masson

A Kerékpárosklub elnökeként kiemelkedő szerepet vállalt a szemléletformálásban, a klub szakmaiságának emelésében, a kerékpáros mozgalom kiszélesítésében. Kezdetektől fogva aktív mozgalmárként a Klub irodáját eleinte saját otthonában üzemeltette, és munkája nyomán az eleinte szűk körű, kerékpáros szubkultúrára építő aktivistacsoportból nagy tömegeket megmozgató, szervezett egyesület jött létre. A megmozdulásokban, kampányokban személyesen is részt vett.
Közlekedésszakmai meglátásai közül kiemelendők például hogy a kerékpáros érdekek egyoldalú hangsúlyozása helyett a fenntartható közlekedési módok általános képviseletét hirdette, illetve hogy a közlekedési útvonalak kialakításakor nem az áthaladó járművek, hanem az áthaladó közlekedők számát érdemes szem előtt tartani. A Klub több KRESZ-módosítási javaslatának ötlete is László Jánoshoz köthető. Fontos szerepe volt a kerékpáros buszsávok, a kerékpáros nyomok, a kerékpárral két irányból járható egyirányú utcák illetve egyéb szabálymódosítások elfogadtatásában, és felszólalt a költséges, de nem biztonságos korábbi építési gyakorlatok, például a járdán vezetett kerékpárutak létesítése ellen. Az elsők között volt, aki Budapesten közbringarendszer létrehozását javasolta, majd a MOL Bubi rendszer kiépítése közben aktívan részt vett az egyeztetésekben.
Igyekezett előmozdítani a kerékpárosok szakmai érdekképviseletét. Aktív közreműködésével a klub elérte többek között, hogy a Főváros megbízásából a BME-n készült Kerékpáros Budapest Programban rögzítsék azt, hogy minden útfelújításnál meg kell vizsgálni a kerékpározhatóság feltételeinek javítását. Elérték továbbá, hogy a Budapesti Közlekedési Központ rendszeres konzultációs alkalmat biztosított a klub által delegált szakemberek számára, így lehetőség nyílt a kerékpáros közlekedés szakmai érdekképviseletére. Vezetése alatt a Klub a magyarországi civil szféra jó nemzetközi szakmai kapcsolatokkal is rendelkező, fontos szereplőjévé vált.

## Díjai, elismerései
- 2015. A Magyar Kerékpárosklub örökös tiszteletbeli elnöke[5]
- 2017. Budapest díszpolgára (posztumusz)[7]